# غرفة البكاء
غرفة البكاء هي غرفة مصممة للأشخاص لأخذ الأطفال أو الأطفال الصغار من أجل الخصوصية أو لتقليل إزعاج الآخرين. عادة ما توجد في الكنائس والمسارح ودور السينما. في بعض الأماكن، يطلق عليهم «غرف رعاية الرضع». غالبًا ما يتم تصميم غرف البكاء بخصائص عازلة للصوت لتهدئة الأصوات الموجودة داخلها. تم تجهيز العديد منها بنظام مكبر صوت للسماح للركاب بمواصلة الاستماع إلى العرض التقديمي الرئيسي، سواء كان ذلك خدمة كنسية أو أداء في المسرح.
تحتوي بعض الكنائس على غرف تبكي عندما يصبح الطفل «خارج نطاق السيطرة أو اضطراب بما يكفي لتشتيت انتباه الناس أو يجعل من الصعب على الآخرين الاستماع أو التفكير». تُستخدم غرف البكاء في المسارح ودور السينما للسماح للطفل بالخروج من القاعة الرئيسية مع السماح للبالغين المرافقين بمشاهدة الأداء.